# Ruinele bisericii cu contraforturi din Drobeta Turnu Severin
Ruinele bisericii cu contraforturi din Drobeta Turnu Severin este un monument istoric aflat pe teritoriul municipiului Drobeta Turnu Severin.